# 武田巧
武田 巧（たけだ たくみ、1958年 - ）は、日本の経済学者。明治大学政治経済学部教授。専門は経済政策、経済学理論、経済理論。

## 人物
1958年、東京都生まれ。1982年9月、ニューヨーク州立大学バッファロー校経済学部卒業。1983年3月、明治大学商学部商学科卒業。1992年3月、明治大学大学院政治経済学研究科経済学専攻博士前期課程修了、経済学修士。同後期課程単位取得満期退学。1992年4月、和光大学経済学部専任講師を経て、1997年4月同助教授。2000年4月、明治大学政治経済学部助教授に就任。のち、同教授。

## 著書
- 『入門マクロ経済学　- 大きくつかむ経済学のエッセンス』、小林弘明、佐野晋一、武田巧、山田久、　実教出版、　2010年7月発行
- 『入門ミクロ経済学　- これだけはおさえたい経済学のエッセンス』、　小林弘明、佐野晋一、武田巧、山田久、斎藤雅巳、実教出版、2008年12月発行

## ゆかりのある人物
- 後藤昭八郎
- 飯田和人
- 金子光男
- 大六野耕作